# Fußball-Club Bayern München 1971-1972
Questa voce raccoglie le informazioni riguardanti il Fußball-Club Bayern München nelle competizioni ufficiali della stagione 1971-1972.

## Stagione
Tra i protagonisti di questa stagione c'è sicuramente Gerd Müller, che, oltre ad essere capocannoniere del campionato conquista anche la Scarpa d'oro 1972. Il Bayern viene eliminato nei quarti di finale della coppa di Germania dal Colonia, ma conquista il terzo titolo tedesco stabililendo inoltre numerosi record, tra cui quello del numero di punti ottenuti e dei gol fatti. Decisiva è la sfida dell'ultima giornata, che si svolge contro lo Schalke 04: i bavaresi sono in testa alla classifica, ma gli avversari sono indietro di un solo punto. Questa partita, che inaugura il nuovo Olympiastadion è anche la prima di Bundesliga ad essere trasmessa in diretta televisiva, e viene vinta dai padroni di casa per 5-1. A livello internazionale, invece, i tedeschi partecipano alla Coppa delle Coppe: qui eliminano facilmente il Viktoria Plzeň, poi il Liverpool, la Steaua Bucarest (grazie alla regola dei gol fuori casa) e arrivano così alle semifinali, dove sono eliminati dai futuri campioni dei Rangers.

## Rosa
| N. |                      | Ruolo | Calciatore               |
| -- | -------------------- | ----- | ------------------------ |
|    | Germania (bandiera)  | P     | Sepp Maier               |
|    | Germania (bandiera)  | P     | Helmut Schwalb           |
|    | Germania (bandiera)  | P     | Manfred Seifert          |
|    | Germania (bandiera)  | D     | Franz Beckenbauer        |
|    | Germania (bandiera)  | D     | Paul Breitner            |
|    | Danimarca (bandiera) | D     | Johnny Hansen            |
|    | Germania (bandiera)  | D     | Herward Koppenhöfer      |
|    | Germania (bandiera)  | D     | Günther Rybarczyk        |
|    | Germania (bandiera)  | D     | Hans-Georg Schwarzenbeck |

| N. |                     | Ruolo | Calciatore        |
| -- | ------------------- | ----- | ----------------- |
|    | Germania (bandiera) | C     | Uli Hoeneß        |
|    | Germania (bandiera) | C     | Franz Krauthausen |
|    | Germania (bandiera) | C     | Franz Roth        |
|    | Germania (bandiera) | C     | Rainer Zobel      |
|    | Germania (bandiera) | A     | Franz Gerber      |
|    | Germania (bandiera) | A     | Wilhelm Hoffmann  |
|    | Germania (bandiera) | A     | Gerd Müller       |
|    | Germania (bandiera) | A     | Edgar Schneider   |
|    | Germania (bandiera) | A     | Wolfgang Sühnholz |

## Maglie e sponsor
|  | Casa |  | Trasferta |  |

## Organigramma societario
Area tecnica
- Allenatore: Udo Lattek
- Allenatore in seconda:
- Preparatore dei portieri:
- Preparatori atletici:

## Calciomercato

### Sessione estiva
| Acquisti | Acquisti          | Acquisti      | Acquisti |
| R.       | Nome              | da            | Modalità |
| -------- | ----------------- | ------------- | -------- |
| A        | Wilhelm Hoffmann  | Göppinger SV  |          |
| C        | Franz Krauthausen | RW Oberhausen |          |
| C        | Herbert Schröder  | Osnabrück     |          |
| A        | Wolfgang Sühnholz | RW Oberhausen |          |

| Cessioni | Cessioni            | Cessioni     | Cessioni |
| R.       | Nome                | a            | Modalità |
| -------- | ------------------- | ------------ | -------- |
| A        | Dieter Brenninger   | Young Boys   |          |
| A        | Jürgen Ey           | Rapid Vienna |          |
| D        | Peter Kupferschmidt | Sturm Graz   |          |
| A        | Karl-Heinz Mrosko   | Norimberga   |          |
| D        | Peter Pumm          | Leoben       |          |

### Sessione invernale
| Acquisti | Acquisti | Acquisti | Acquisti |
| R.       | Nome     | da       | Modalità |
| -------- | -------- | -------- | -------- |

| Cessioni | Cessioni         | Cessioni       | Cessioni |
| R.       | Nome             | a              | Modalità |
| -------- | ---------------- | -------------- | -------- |
| C        | Herbert Schröder | Blau-Weiß Linz |          |

## Risultati

### Bundesliga

#### Girone di andata
| Arbitro: | Redelfs |

|                                              |           |            |
| Krauthausen 30’ Breitner 72’ Beckenbauer 84’ | Marcatori | 17’ Schulz |

| Arbitro: | Schulenburg |

|                            |           |                       |
| Steffenhagen 24’ Varga 69’ | Marcatori | 47’ Hoeneß 73’ Müller |

| Arbitro: | Biwersi |

|                                           |           |             |
| Hansen 18’ Zobel 75’ Beckenbauer 78’, 81’ | Marcatori | 10’ Gerwien |

| Arbitro: | Schumann |

|              |           |            |
| Hollmann 19’ | Marcatori | 82’ Hansen |

| Arbitro: | Ohmsen |

|                     |           |  |
| Roth 27’ Hoeneß 31’ | Marcatori |  |

| Arbitro: | Basedow |

|  |           |                      |
|  | Marcatori | 68’ Zobel 87’ Müller |

| Arbitro: | Hontheim |

|            |           |            |
| Müller 51’ | Marcatori | 7’ Brücken |

| Arbitro: | Horstmann |

|  |           |                       |
|  | Marcatori | 38’ Hoeneß 67’ Hansen |

| Arbitro: | Hennig |

|                       |           |                         |
| Sühnholz 54’ Roth 65’ | Marcatori | 35’ Handschuh 51’ Frank |

| Arbitro: | Kindervater |

|          |           |                       |
| Kamp 34’ | Marcatori | 43’ Müller 62’ Hoeneß |

| Arbitro: | Gabor |

|            |           |                             |
| Keller 28’ | Marcatori | 9’, 78’ Müller 51’ Hoffmann |

| Arbitro: | Basedow |

|                                                          |           |                    |
| Müller 27’, 29’ Roth 42’ (rig.), 58’ (rig.) Breitner 51’ | Marcatori | 34’ (rig.) Lehmann |

| Arbitro: | Weyland |

|            |           |                               |
| Zaczyk 86’ | Marcatori | 49’, 52’, 63’ Müller 84’ Roth |

| Arbitro: | Schröck |

|            |           |                |
| Hoeneß 86’ | Marcatori | 42’ Kapellmann |

| Arbitro: | Ohmsen |

|                                   |           |                 |
| Parits 3’ Hölzenbein 61’ Lutz 70’ | Marcatori | 56’, 58’ Müller |

| Arbitro: | Meuser |

|                                                                                                   |           |               |
| Müller 11’, 45’, 83’, 90’ Hoeneß 20’, 49’ Hoffmann 39’ Beckenbauer 54’ Breitner 59’ Roth 64’, 88’ | Marcatori | 57’ Weinkauff |

| Arbitro: | Biwersi |

|                |           |  |
| van Haaren 78’ | Marcatori |  |

#### Girone di ritorno
| Arbitro: | Ohmsen |

|  |           |            |
|  | Marcatori | 70’ Müller |

| Arbitro: | Herden |

|               |           |  |
| Schneider 53’ | Marcatori |  |

| Arbitro: | Kindervater |

|          |           |                 |
| Bäse 51’ | Marcatori | 48’ (aut.) Haun |

| Arbitro: | Quindeau |

|                                                             |           |  |
| Müller 38’, 51’, 54’, 77’, 81’ Sühnholz 41’ Krauthausen 88’ | Marcatori |  |

| Arbitro: | Schulenburg |

|                  |           |                        |
| Heynckes 4’, 20’ | Marcatori | 23’ Schneider 47’ Roth |

| Arbitro: | Köhler |

|                          |           |               |
| Müller 55’, 77’ Roth 57’ | Marcatori | 43’ Ackermann |

| Arbitro: | Redelfs |

|  |           |            |
|  | Marcatori | 63’ Müller |

| Arbitro: | Biwersi |

|                                                        |           |           |
| Krauthausen 6’ Müller 35’, 56’, 86’ Fechner 88’ (aut.) | Marcatori | 45’ Hartl |

| Arbitro: | Schröck |

|           |           |                                         |
| Frank 40’ | Marcatori | 18’, 59’ Müller 52’ Sühnholz 88’ Hoeneß |

| Arbitro: | Hilker |

|                                                             |           |                              |
| Müller 3’, 20’, 76’ Krauthausen 19’ Sühnholz 30’ Hoeneß 84’ | Marcatori | 15’ Schmidt 24’ (rig.) Weber |

| Arbitro: | Meuser |

|                          |           |                   |
| Hoeneß 22’, 86’ Roth 45’ | Marcatori | 35’ (rig.) Keller |

| Arbitro: | Schäfer |

|                           |           |  |
| Worm 70’, 88’ Lehmann 83’ | Marcatori |  |

| Arbitro: | Kindervater |

|                                           |           |                                 |
| Müller 4’, 41’ Hoeneß 12’ Roth 90’ (rig.) | Marcatori | 24’ Kaltz 37’ Hönig 55’ Winkler |

| Arbitro: | Schulenburg |

|          |           |                                                                    |
| Rupp 66’ | Marcatori | 20’ Schwarzenbeck 41’ Müller 63’ (aut.) Kapellmann 82’ (rig.) Roth |

| Arbitro: | Geng |

|                                                    |           |                                         |
| Zobel 8’, 72’ Beckenbauer 25’ Müller 47’, 68’, 77’ | Marcatori | 33’ Parits 55’ Grabowski 57’ Hölzenbein |

| Arbitro: | Gabor |

|  |           |                |
|  | Marcatori | 4’ Krauthausen |

| Arbitro: | Horstmann |

|                                                                 |           |             |
| Hansen 31’ Breitner 40’ Hoffmann 67’ Hoeneß 80’ Beckenbauer 89’ | Marcatori | 56’ Fischer |

### Coppa di Germania
| Arbitro: | Schäfer |

|                           |           |            |
| Glock 61’ Bauerkämper 63’ | Marcatori | 41’ Hoeneß |

| Arbitro: | Engel |

|                                                           |           |  |
| Sühnholz 5’ Hoeneß 27’, 89’ Schneider 48’ Müller 53’, 75’ | Marcatori |  |

| Braunschweig 13 febbraio 1972, ore CET Ottavi di finale - andata | Eintracht Braunschweig | 0 – 0 referto | Bayern Monaco | Stadion an der Hamburger Straße (13 000 spett.)\| Arbitro: \| Gabor \| |
| Arbitro:                                                         | Gabor                  |               |               |                                                                        |

| Arbitro: | Linn |

|                                             |           |           |
| Grzyb 70’ (aut.) Roth 110’ Beckenbauer 114’ | Marcatori | 52’ Grzyb |

| Arbitro: | Horstmann |

|                          |           |  |
| Roth 30’ Müller 59’, 85’ | Marcatori |  |

| Arbitro: | Ohmsen |

|                                                                    |           |            |
| Löhr 19’ (rig.) Schwarzenbeck 49’ (aut.) Rupp 50’, 69’ Glowacz 52’ | Marcatori | 54’ Müller |

### Coppa delle Coppe
| Arbitro: | Xanthoulis |

|  |           |              |
|  | Marcatori | 77’ Sühnholz |

| Arbitro: | Mihas |

|                                                                  |           |          |
| Müller 1’, 74’ (rig.) Krauthausen 17’ Hoffmann 50’, 80’ Roth 87’ | Marcatori | 4’ Bican |

| Liverpool 20 ottobre 1971, ore CET Secondo turno - andata | Liverpool | 0 – 0 referto | Bayern Monaco | Anfield (42 949 spett.)\| Arbitro: \| Gonella \| |
| Arbitro:                                                  | Gonella   |               |               |                                                  |

| Arbitro: | Kazakov |

|                            |           |           |
| Müller 25’, 27’ Hoeneß 58’ | Marcatori | 38’ Evans |

| Arbitro: | Boogaerts |

|            |           |            |
| Tătaru 17’ | Marcatori | 70’ Müller |

| Monaco di Baviera 22 marzo 1972, ore CET Quarti di finale - ritorno | Bayern Monaco | 0 – 0 referto | Steaua Bucarest | Stadion an der Grünwalder Straße (40 000 spett.)\| Arbitro: \| Krňávek \| |
| Arbitro:                                                            | Krňávek       |               |                 |                                                                           |

| Arbitro: | Radunchev |

|              |           |                  |
| Breitner 21’ | Marcatori | 47’ (aut.) Zobel |

| Arbitro: | Francescon |

|                        |           |  |
| Jardine 1’ Parlane 22’ | Marcatori |  |

## Statistiche

### Statistiche di squadra
| Competizione      | Punti | In casa | In casa | In casa | In casa | In casa | In casa | In trasferta | In trasferta | In trasferta | In trasferta | In trasferta | In trasferta | Totale | Totale | Totale | Totale | Totale | Totale | DR  |
| Competizione      | Punti | G       | V       | N       | P       | Gf      | Gs      | G            | V            | N            | P            | Gf           | Gs           | G      | V      | N      | P      | Gf     | Gs     | DR  |
| ----------------- | ----- | ------- | ------- | ------- | ------- | ------- | ------- | ------------ | ------------ | ------------ | ------------ | ------------ | ------------ | ------ | ------ | ------ | ------ | ------ | ------ | --- |
| Bundesliga        | 55    | 17      | 14      | 3       | 0       | 69      | 20      | 17           | 10           | 4            | 3            | 32           | 18           | 34     | 24     | 7      | 3      | 101    | 38     | +63 |
| Coppa di Germania | -     | 3       | 3       | 0       | 0       | 12      | 1       | 3            | 0            | 1            | 2            | 2            | 7            | 6      | 3      | 1      | 2      | 14     | 8      | +6  |
| Coppa delle coppe | -     | 4       | 2       | 2       | 0       | 10      | 3       | 4            | 1            | 2            | 1            | 2            | 3            | 8      | 3      | 4      | 1      | 12     | 6      | +6  |
| Totale            | 55    | 24      | 19      | 5       | 0       | 91      | 24      | 24           | 11           | 7            | 6            | 36           | 28           | 48     | 30     | 12     | 6      | 127    | 52     | +75 |

### Andamento in campionato
| Giornata  | 1 | 2 | 3 | 4 | 5 | 6 | 7 | 8 | 9 | 10 | 11 | 12 | 13 | 14 | 15 | 16 | 17 | 18 | 19 | 20 | 21 | 22 | 23 | 24 | 25 | 26 | 27 | 28 | 29 | 30 | 31 | 32 | 33 | 34 |
| --------- | - | - | - | - | - | - | - | - | - | -- | -- | -- | -- | -- | -- | -- | -- | -- | -- | -- | -- | -- | -- | -- | -- | -- | -- | -- | -- | -- | -- | -- | -- | -- |
| Luogo     | C | T | C | T | C | T | C | T | C | T  | T  | C  | T  | C  | T  | C  | T  | T  | C  | T  | C  | T  | C  | T  | C  | T  | C  | C  | T  | C  | T  | C  | T  | C  |
| Risultato | V | N | V | N | V | V | N | V | N | V  | V  | V  | V  | N  | P  | V  | P  | V  | V  | N  | V  | N  | V  | V  | V  | V  | V  | V  | P  | V  | V  | V  | V  | V  |
| Posizione | 4 | 5 | 2 | 2 | 2 | 2 | 2 | 2 | 2 | 2  | 2  | 1  | 1  | 1  | 2  | 2  | 2  | 2  | 2  | 2  | 2  | 2  | 2  | 2  | 2  | 1  | 1  | 1  | 1  | 1  | 1  | 1  | 1  | 1  |

Legenda:

Luogo: C = Casa; T = Trasferta. Risultato: V = Vittoria; N = Pareggio; P = Sconfitta.

### Statistiche dei giocatori
| Giocatore        | Bundesliga | Bundesliga | Bundesliga  | Bundesliga | Coppa di Germania | Coppa di Germania | Coppa di Germania | Coppa di Germania | Coppa delle coppe | Coppa delle coppe | Coppa delle coppe | Coppa delle coppe | Totale   | Totale | Totale      | Totale     |
| Giocatore        | Presenze   | Reti       | Ammonizioni | Espulsioni | Presenze          | Reti              | Ammonizioni       | Espulsioni        | Presenze          | Reti              | Ammonizioni       | Espulsioni        | Presenze | Reti   | Ammonizioni | Espulsioni |
| ---------------- | ---------- | ---------- | ----------- | ---------- | ----------------- | ----------------- | ----------------- | ----------------- | ----------------- | ----------------- | ----------------- | ----------------- | -------- | ------ | ----------- | ---------- |
| F. Beckenbauer   | 34         | 6          | 0           | 0          | 6                 | 1                 | 0                 | 0                 | 7                 | 0                 | 0                 | 0                 | 47       | 7      | 0           | 0          |
| P. Breitner      | 30         | 4          | 0           | 0          | 6                 | 0                 | 0                 | 0                 | 8                 | 1                 | 0                 | 0                 | 44       | 5      | 0           | 0          |
| B. Dürnberger    | 0          | 0          | 0           | 0          | 0                 | 0                 | 0                 | 0                 | 0                 | 0                 | 0                 | 0                 | 0        | 0      | 0           | 0          |
| F. Gerber        | 1          | 0          | 0           | 0          | 0                 | 0                 | 0                 | 0                 | 0                 | 0                 | 0                 | 0                 | 1        | 0      | 0           | 0          |
| J. Hansen        | 32         | 4          | 0           | 0          | 5                 | 0                 | 0                 | 0                 | 7                 | 0                 | 0                 | 0                 | 44       | 4      | 0           | 0          |
| U. Hoeneß        | 34         | 13         | 0           | 0          | 5                 | 3                 | 0                 | 0                 | 8                 | 1                 | 0                 | 0                 | 47       | 17     | 0           | 0          |
| W. Hoffmann      | 16         | 3          | 0           | 0          | 1                 | 0                 | 0                 | 0                 | 1                 | 2                 | 0                 | 0                 | 18       | 5      | 0           | 0          |
| H. Jörg          | 0          | 0          | 0           | 0          | 0                 | 0                 | 0                 | 0                 | 0                 | 0                 | 0                 | 0                 | 0        | 0      | 0           | 0          |
| H. Koppenhöfer   | 14         | 0          | 0           | 0          | 4                 | 0                 | 0                 | 0                 | 3                 | 0                 | 0                 | 0                 | 21       | 0      | 0           | 0          |
| F. Krauthausen   | 28         | 5          | 0           | 0          | 6                 | 0                 | 0                 | 0                 | 6                 | 1                 | 0                 | 0                 | 40       | 6      | 0           | 0          |
| S. Maier         | 34         | 0          | 0           | 0          | 5                 | 0                 | 0                 | 0                 | 8                 | 0                 | 0                 | 0                 | 47       | 0      | 0           | 0          |
| G. Müller        | 34         | 40         | 0           | 0          | 6                 | 5                 | 0                 | 0                 | 8                 | 5                 | 0                 | 0                 | 48       | 50     | 0           | 0          |
| M. Obermeier     | 0          | 0          | 0           | 0          | 0                 | 0                 | 0                 | 0                 | 0                 | 0                 | 0                 | 0                 | 0        | 0      | 0           | 0          |
| G. Rohr          | 0          | 0          | 0           | 0          | 0                 | 0                 | 0                 | 0                 | 0                 | 0                 | 0                 | 0                 | 0        | 0      | 0           | 0          |
| F. Roth          | 32         | 12         | 0           | 0          | 5                 | 2                 | 0                 | 0                 | 8                 | 1                 | 0                 | 0                 | 45       | 15     | 0           | 0          |
| G. Rybarczyk     | 4          | 0          | 0           | 0          | 1                 | 0                 | 0                 | 0                 | 1                 | 0                 | 0                 | 0                 | 6        | 0      | 0           | 0          |
| E. Schneider     | 23         | 2          | 0           | 0          | 5                 | 1                 | 0                 | 0                 | 6                 | 0                 | 0                 | 0                 | 34       | 3      | 0           | 0          |
| H. Schwalb       | 0          | 0          | 0           | 0          | 1                 | 0                 | 0                 | 0                 | 0                 | 0                 | 0                 | 0                 | 1        | 0      | 0           | 0          |
| G. Schwarzenbeck | 32         | 1          | 0           | 0          | 5                 | 0                 | 0                 | 0                 | 8                 | 0                 | 0                 | 0                 | 45       | 1      | 0           | 0          |
| M. Seifert       | 1          | 0          | 0           | 0          | 1                 | 0                 | 0                 | 0                 | 0                 | 0                 | 0                 | 0                 | 2        | 0      | 0           | 0          |
| W. Sühnholz      | 25         | 4          | 0           | 0          | 5                 | 1                 | 0                 | 0                 | 7                 | 1                 | 0                 | 0                 | 37       | 6      | 0           | 0          |
| G. Weiß          | 0          | 0          | 0           | 0          | 0                 | 0                 | 0                 | 0                 | 0                 | 0                 | 0                 | 0                 | 0        | 0      | 0           | 0          |
| M. Wildgruber    | 0          | 0          | 0           | 0          | 0                 | 0                 | 0                 | 0                 | 0                 | 0                 | 0                 | 0                 | 0        | 0      | 0           | 0          |
| H. Zimmermann    | 0          | 0          | 0           | 0          | 0                 | 0                 | 0                 | 0                 | 0                 | 0                 | 0                 | 0                 | 0        | 0      | 0           | 0          |
| R. Zobel         | 32         | 4          | 0           | 0          | 6                 | 0                 | 0                 | 0                 | 7                 | 0                 | 0                 | 0                 | 45       | 4      | 0           | 0          |
| Z. Škorić        | 0          | 0          | 0           | 0          | 0                 | 0                 | 0                 | 0                 | 0                 | 0                 | 0                 | 0                 | 0        | 0      | 0           | 0          |